# Village (Vereinigte Staaten)
Der Begriff Village (englisch für „Dorf“) wird als Bezeichnung für unterschiedliche politisch-geographische Gebilde in Teilen der USA gebraucht.

## Einleitende Bemerkungen
Der Begriff Village wird in diesem Artikel für folgende 25 US-Bundesstaaten erklärt. Die Liste ist möglicherweise unvollständig. Im Folgenden werden die Staaten genannt, in denen der Begriff Village eine formelle (amtliche, administrative) Bedeutung besitzt, die sich allerdings fallweise unterscheidet:
- Drei Staaten, Idaho, Minnesota und Oklahoma, besitzen ausdrücklich keine offiziellen Villages.
- Zwei Staaten kennen Villages als Special Areas, nämlich Maine und New Hampshire
- Alaska bezeichnet die Siedlungen der Urbevölkerung (Eskimos; Indianer) als Villages.
- In Maryland besitzt der Begriff verschiedene Bedeutungen.
- In vier Staaten bestehen Villages als räumlich-administrative Verwaltungseinheiten (etwa einer deutschen Kommune (d. h. Stadt oder Gemeinde) entsprechend), wobei sich ein solches Village nicht signifikant von anders bezeichneten Verwaltungseinheiten (Town, City) abhebt. Dies gilt für Delaware, Florida, New Mexico, North Carolina.
- In acht Staaten bestehen Villages als räumlich-administrative Verwaltungseinheiten (etwa einer deutschen Gemeinde entsprechend), die sich aber in erster Linie durch die Größe, gemessen an der Bevölkerung, von anderen Verwaltungseinheiten unterscheiden: Louisiana, Mississippi, Missouri, Nebraska, Ohio, Texas, West Virginia und Wisconsin.
- In den vier Staaten Illinois, New Jersey, New York und Oregon ist ein Village primär eine bestimmte Form kommunaler Selbstverwaltung.
- In Michigan ist ein Village Teil eines Township, hat aber begrenzte Kommunale Selbstverwaltung.
- In Vermont sind Villages als Gebietskörperschaften ausgestattete Untereinheiten der für die New-England-Staaten typischen towns, die nicht mit Kleinstädten in anderen Teilen der Vereinigten Staaten verwechselt werden dürfen, die mit demselben Begriff bezeichnet werden.

## Formeller und informeller Gebrauch
In den Vereinigten Staaten wird der Begriff Village als Terminus zum Teil informell und zum Teil formal-juristisch gebraucht. Informell bezeichnet es einen Typus der Verwaltungsgliederung. Formell bezeichnet es infolge bundesstaatlicher Zuständigkeiten für die kommunale und regionale Verwaltung ein vielfältiges Bild formal-juristischer Typen eines Village. Den einzelnen Bundesstaaten steht es infolge des zehnten Zusatzes zur Verfassung der Vereinigten Staaten frei, Verwaltungseinheiten als Village zu bezeichnen oder es zu unterlassen. Was genau ein Village dann ist, wie es sich abgrenzt und definiert, bleibt den Bundesstaaten überlassen. In den meisten Fällen entspricht ein Village, von administrativen Details abgesehen, grob einer deutschen Gemeinde. Damit ist es mehr als einfach nur ein Dorf.

## Villages in verschiedenen US-Bundesstaaten
In folgenden Bundesstaaten der Vereinigten Staaten von Amerika findet der Begriff Village eine formal-juristische Verwendung als Bezeichnung für eine politische-geographische bzw. administrative Einheit, in der Regel eine Verwaltungseinheit der untersten Stufe.

### Alaska
Während Kommunen in Alaska nicht als Village bezeichnet werden, findet diese Bezeichnung dort dem Alaska Native Claims Settlement Act entsprechend Verwendung als Bezeichnung für die Siedlungen der indigenen Bevölkerung.

### Delaware
Kommunen in Delaware erhalten entweder den Status einer City, einer Town oder eines Village. Dabei unterscheiden diese sich weder geographisch, noch demographisch und auch nicht funktional in signifikanter Weise voneinander. Ein Village in Delaware hat nicht notwendigerweise einen Bürgermeister (mayor), so z. B. die Gemeinde Village of Arden.

### Florida
In Florida werden Gemeinden entweder Citys, Towns oder Villages genannt. Diese unterscheiden sich rechtlich kaum voneinander.

### Idaho
Alle Gemeinden in Idaho werden als Citys bezeichnet, obgleich die Bezeichnungen Town und Village gelegentlich in Gemeindestatuten verwendet werden. Ab 125 Einwohnern kann eine Siedlung beim zuständigen County beantragen den Status einer Stadt (City) zu bekommen.

### Illinois
Gemeinden in Illinois werden als city, town oder village bezeichnet. Zwischen diesen bestehen für die US-Zensusbehörde keine Unterschiede. Dennoch unterscheidet sich ein Village hinsichtlich der Struktur und der Mindestgröße gemessen an der Zahl der Einwohner beträchtlich von einer Stadt (City, Town). Städte müssen mindestens 2.500 Einwohner zählen. Dann können sie per Referendum eine Stadt (City) werden. Ab 25.000 Einwohnern erhält eine Stadt automatisch Rechte und Pflichten eines „home-rule Government“. Illinois gesteht diesen Städten außergewöhnlich weitreichende Freiheiten bei der Besteuerung seiner Einwohner zu.
Strukturell unterscheiden sich Village und City durch die Form der Gemeindevertretung. Ein Village in Illinois hat in der Regel einen Gemeindevorsteher und ein von ihm ernanntes Board of Trustees. Dagegen haben die Städte einen Bürgermeister (Mayor) und einen gewählten Stadtrat.

### Louisiana
Kommunen in Louisiana werden anhand der Größe gemessen an der Einwohnerzahl folgendermaßen eingeteilt:
- 5000 Einwohner und mehr: City
- 1001 bis 4999 Einwohner: Town
- 1000 Einwohner und weniger: Village.[7]

### Maine
Maine teilt seine Kommunen in drei Typen ein. Verwaltungseinheiten, wie sie auch von der Zensusbehörde als Municipality registriert werden heißen City, Town oder Plantation. Eine City ist eine Verwaltungseinheit mit spezieller Gesetzgebung. Sie bestehen außerhalb der sonstigen Verwaltungseinheiten.
Für Städte ist es möglich von einem „home-rule government“ verwaltet zu werden. Der Begriff des Village findet innerhalb der Körperschaften Anwendung bei den so genannten Village Corporations. Diese unterscheiden sich als „special-purpose districts“ von anderen Gemeindeverwaltungen, die üblicherweise als General-Purpose District bezeichnet werden. Als Special-Purpose District entsprechen sie formal beispielsweise Schulbezirken.

### Massachusetts
In Massachusetts werden alle Gebiete, die zu einer incorporated municipality gehören, als city bzw. town bezeichnet. Einige davon besitzen villages, die mit Stadtteilen (neighborhoods) gleichzusetzen sind. Insbesondere existieren keine eigenen Verwaltungseinheiten und keine offiziellen Grenzen. Es gibt jedoch einige Sonderfälle, in denen villages bzw. neighborhoods dennoch offiziell anerkannt sind, bspw. durch besondere Hinweisschilder oder durch Verwendung der Bezeichnung durch den United States Postal Service.

### Michigan
Michigans Staatsverfassung war ursprünglich für eine dünn besiedelte, landwirtschaftliche Region entworfen. Dazu wurden Townships als primäre Form der kommunalen Selbstverwaltung eingeführt, bis sich Städte herausbildeten, die aus den Townships ausgegliedert wurden und volle kommunale Selbstverwaltung bekamen. Villages sind begrenzt selbständige (Home rule) districts innerhalb der Townships.

### Ohio
Kommunen in Ohio werden anhand der Größe gemessen an der Einwohnerzahl folgendermaßen eingeteilt:
- 5000 Einwohner und mehr: City
- 4999 Einwohner und weniger: Village.[9]

### Vermont
In Vermont wie in den anderen New England-Staaten werden die Staaten in towns unterteilt, die etwa dem andernorts verwendeten Konzept der Township entsprechen. Innerhalb einer Town gibt es Villages, die begrenzte kommunale Selbstverwaltung haben. Die Zuständigkeiten eines Village innerhalb seiner Town werden individuell durch eine Charter festgelegt, die vom Parlament des Staates Vermont bestätigt werden muss.